# موریس وینیرو
موریس وینیرو (فرانسوی: Maurice Vignerot‎; ۲۵ نوامبر ۱۸۷۹ – ۲۸ سپتامبر ۱۹۵۳) بازیکن کروکت اهل فرانسه بود.
وی همچنین برندهٔ جوایزی همچون لژیون دونور شده‌است.